# Curaçá
Curaçá este un oraș în unitatea federativă Bahia (BA) din Brazilia.